# 元青木葉峠
元青木葉峠（もとあきばとうげ）は、茨城県かすみがうら市と同石岡市の境にある標高255メートル (m) の山道の峠。筑波連山南東部に掛かる峠の一つで、青木葉山と浅間山（344.6 m）の間に位置する。かすみがうら市上佐谷と石岡市弓弦を結ぶ登山道と、筑波連山の稜線を縦走する登山道が交差している。青木葉山の西側には車両が通行できる新峠の青木葉峠がある。